# Consolidated PB2Y Coronado
PB2Y Coronado je bil velik štirimotorni patruljni in bombniški leteči čoln, ki se je uporabljal za iskanje in uničevanje podmornic. Prvi let je bil decembra 1937. 
Coronado je imel sorazmerno kratek doseg (1720 km), v primerjavi s Catalino (okrog 3800 km) in Short Sunderland (2850 km).

## Specifikacije(PB2Y-5)
Podatki iz Jane's Fighting Aircraft of World War II
Splošne karakteristike
- Posadka: 10
  - 44 potnikov (PB2Y-3R)
  - 25  nosil (PB2Y-5H)
- Tovor: 16000 lb (7300 kg)
- Dolžina: 79 ft 3 in (24,2 m)
- Razpon kril: 115 ft 0 in (35 m)
- Višina: 27 ft 6 in (8,4 m)
- Površina kril: 1780 ft² (165 m²)
- Teža praznega letala: 40850 lb (18530 kg)
- Maks. vzletna teža: 66000 lb (30000 kg)
- Pogon letala: 4 ×  Bencinski radialni motor Pratt & Whitney R-1830-92, 1200 KM (900 kW)  vsak

 Zmogljivost 
- Maks. hitrost: 194 mph (168 vozlov, 310 km/h)
- Potovalna hitrost: 170 mph (148 vozlov, 272 km/h)
- Doseg: 1070 milj (930 nmi, 1720 km) pri 131 mph (210 km/h)
- Višina leta: 20500 ft (6250 m)

Oborožitev

- Strelno orožje: 

  - 8× .50 in (12.7 mm) M2 Browning strojnice
- Bombe: 

  - 2× Mark 13 torpedo
  - Do 12.000 lb (5.400 kg) bojnega tovora